# Custom Drive
『Custom Drive』（かすたむ どらいぶ）は、2012年8月30日にディースリー・パブリッシャーから発売されたPlayStation Portable用ゲーム。

## あらすじ
女子高生・国府田沙耶は、幼馴染である璃斗を除くイケメンが近づくとドキドキして倒れてしまうという変わった体質を持っていた。
学園の美男子コンテストが近づき、困り果てた彼女が璃斗に相談したところ、彼から「俺がだんだんイケメンになっていって体質を少しずつ改善しようという」提案が返ってきた。
かくして、沙耶によるイケメンアレルギー治療のためのイケメンプロデュースが始まった。

## システム
このゲームは流風、璃斗、紫音の3人の性格や容姿を変えていき、学校の美男子コンテスト『クシコー・プリンスコレクション』で優勝させることが目的である。これらの要素はいつでも変えられるわけではなく、画面内に表示されているアイコンが光っているときにを選択することで実行することができる。
テキストアドベンチャーパート内で選択肢を選んでいくことで他の性格を試してもらい、"なりきり度"を上げることもこのゲームでは重要視される。ある条件を満たすと性格の変更を何度でも行うことができる。ただし、やり方を間違えると性格が暴走してしまうこともあるため、注意が必要である。

## 登場人物
国府田 沙耶
主人公である、櫛鳴学園高校2年生。

黛 流風（まゆずみ るか）
声 - 細谷佳正
櫛鳴学園に転校してきた赤毛の高校1年生。
東真 璃斗（とうま りいと）
声 - 豊永利行
沙耶の幼馴染にして喧嘩友達。
神無木 紫音（かんなぎ しおん）
声 - 木村良平
生徒会長を務める櫛鳴学園高校3年生で、周囲から冷徹な人物と思われている。
草壁 慎之介（くさかべ しんのすけ）
声 - 前野智昭
文化祭実行委員長を務める櫛鳴学園高校3年生で、紫音の友人。
坂下 祭（さかした まつり）
声 - 矢作紗友里
沙耶の親友である櫛鳴学園高校2年生。バレー部に所属しており、その人柄から後輩の人気が高い。
遠藤 悟（えんどう さとる）
声 - 下野紘
沙耶たちの幼馴染である櫛鳴学園高校1年生。
大木 修（おおき しゅう）
声 - 高橋広樹
沙耶らのクラスの担任。
長谷川 雅人（はせがわ まさと）
声 - 藤原祐規
櫛鳴学園高校2年生で、沙耶に熱を上げている。裕福な家の出で、自らを優等生だと思い込んでいるが、空回りが絶えない。
柊木 かんな（ひいらぎ かんな）
声 - 早見沙織
櫛鳴学園高校3年生。プリンス・コレクションの優勝者をいつか作り出すのが夢。
月島 征紀（つきしま せいき）
声 - 鈴木裕斗
かんなの後輩（子分）である櫛鳴学園高校1年生。
本来は内気な性格だが、かんながそばにいるときだけ、イケメンを演じられる。

## スタッフ
- キャラクターデザイン:めろ

## 主題歌
オープニングテーマ「LOVE☆ROCKET急接近!!」
作詞：さも / 作曲：浅乃一 / 歌：東真璃斗(CV:豊永利行)&黛流風(CV:細谷佳正)&神無木紫音(CV:木村良平)
エンディングテーマ「Provocative」
作詞：さも 作曲：浅乃一 / 歌：東真璃斗(CV:豊永利行)&黛流風(CV:細谷佳正)&神無木紫音(CV:木村良平)